# Iveta Zelingerová-Fořtová
Iveta Zelingerová-Fořtová (* 21. Juni 1972 in Ústí nad Orlicí), auch als Iveta Fořtová-Zelingerová bekannt, ist eine ehemalige tschechische Skilangläuferin.

## Werdegang
Zelingerová-Fořtová startete international erstmals bei den Nordischen Junioren-Skiweltmeisterschaften 1989 in Vang. Dort holte sie Bronze mit der Staffel. Im selben Jahr wurde sie tschechoslowakische Juniorenmeisterin über 10 km. Im folgenden Jahr gewann sie bei den Nordischen Junioren-Skiweltmeisterschaften in Les Saisies die Silbermedaille über 5 km klassisch. Im Dezember 1990 debütierte sie auf der Tauplitzalm im Skilanglauf-Weltcup und belegte dabei den 64. Platz über 10 km. In der Saison 1991/92 holte sie in Cogne mit dem 12. Platz über 30 km Freistil ihre ersten Weltcuppunkte und erreichte damit ihre beste Einzelplatzierung im Weltcup. Beim Saisonhöhepunkt, den Olympischen Winterspielen 1992 in Albertville, kam sie auf den 24. Platz in der Verfolgung, auf den 22. Rang über 30 km Freistil und auf den 18. Rang über 5 km klassisch. Zudem wurde sie dort zusammen mit Ľubomíra Balážová, Alžbeta Havrančíková und Kateřina Neumannová Sechste in der Staffel. Im März 1992 holte sie bei den Nordischen Junioren-Skiweltmeisterschaften in Vuokatti Bronze über 15 km Freistil und Silber mit der Staffel. Die Saison beendete sie auf dem 40. Platz im Gesamtweltcup und erreichte damit ihr bestes Gesamtergebnis. Diese Platzierung wiederholte sie in der folgenden Saison. Zudem wurde sie im Jahr 1992 tschechoslowakische Meisterin über 10 km und erreichte im März 1993 in Oslo mit dem dritten Platz mit der Staffel ihre einzige Podestplatzierung im Weltcup. Ihre besten Platzierungen bei den Weltmeisterschaften 1993 in Falun waren der 26. Platz in der Verfolgung und der fünfte Rang mit der Staffel, bei den Olympischen Winterspielen 1994 in Lillehammer der 33. Platz in der Verfolgung und der neunte Rang mit der Staffel und bei den Weltmeisterschaften 1995 in Thunder Bay der 18. Platz über 15 km klassisch und der achte Rang mit der Staffel. Bei den Weltmeisterschaften 1997 in Trondheim lief sie auf den 28. Platz in der Verfolgung, jeweils auf den 23. Rang über 5 km klassisch und 30 km klassisch und auf den fünften Platz mit der Staffel. Ihr letztes Rennen absolvierte sie bei den Olympischen Winterspielen 1998 in Nagano. Dort errang sie den 44. Platz über 15 km klassisch.

## Teilnahmen an Weltmeisterschaften und Olympischen Winterspielen

### Olympische Spiele
- 1992 Albertville: 6. Platz Staffel, 18. Platz 5 km klassisch, 22. Platz 30 km Freistil, 24. Platz 10 km Verfolgung
- 1994 Lillehammer: 9. Platz Staffel, 33. Platz 10 km Verfolgung, 41. Platz 15 km Freistil, 43. Platz 5 km klassisch
- 1998 Nagano: 44. Platz 15 km klassisch

### Nordische Skiweltmeisterschaften
- 1993 Falun: 5. Platz Staffel, 26. Platz 10 km Verfolgung, 29. Platz 30 km Freistil, 40. Platz 5 km klassisch
- 1995 Thunder Bay: 8. Platz Staffel, 26. Platz 10 km Verfolgung, 29. Platz 30 km Freistil, 40. Platz 5 km klassisch
- 1997 Trondheim: 5. Platz Staffel, 23. Platz 30 km klassisch, 23. Platz 5 km klassisch, 28. Platz 10 km Verfolgung

## Weltcup-Gesamtplatzierungen
| Saison  | Platz | Punkte |
| ------- | ----- | ------ |
| 1991/92 | 40.   | 4      |
| 1992/93 | 40.   | 29     |
| 1993/94 | 42.   | 21     |
| 1994/95 | 52.   | 25     |
| 1995/96 | 56.   | 8      |
| 1996/97 | 58.   | 16     |